# Польська гуманітарна акція
Польська гуманітарна акція (пол. Polska Akcja Humanitarna, англ. Polish Humanitarian Action, скорочено ПГА) — неурядова організація, метою якої є надання гуманітарної допомоги та сприяння розвитку людям, постраждалим від стихійних лих і збройних конфліктів. Організація була заснована 26 грудня 1992 року. З початку своєї діяльності ПГА надала допомогу в 44 країнах і в даний час проводить постійні місії в Південному Судані, Сомалі, Сирії, Іраку та на сході України. Організація також працює на території Польщі — з 1998 року вона проводить програму годування дітей «Паяцик» (пол. Pajacyk), яка підтримує дітей у країні та світі. Виховна діяльність також є важливим елементом роботи фонду.

## Діяльність
Польська гуманітарна акція спеціалізується на забезпеченні доступу до води, відповідних санітарних умов та освіті в галузі належної гігієни. Будує, ремонтує та підтримує водну інфраструктуру. Організація також допомагає за допомогою доставки продуктів харчування (FSL), відбудовуючи притулки та громадські будівлі (житла), розповсюдження найнеобхідніших предметів (NFI) (наприклад, набори одягу, ковдри, намети, сітки від комарів, таблетки для очищення води, засоби особистої гігієни тощо), медична допомога.
У своїй діяльності ПГА особливо враховує потреби людей, найбільш схильних до наслідків кризи — дітей, жінок, біженців та внутрішньо переміщених осіб IDPs). До діяльності Польської гуманітарної акції долучається місцева громада. Важливим елементом діяльності ПГА є освіта польського суспільства шляхом пропаганди гуманітарних цінностей. ПГА проводить проекти, спрямовані на дітей та молодь, проводить циклічні інформаційні кампанії.
Допомога Польської гуманітарної організації можлива завдяки підтримці приватних осіб, інституційних донорів та компаній. Ключовою в наданні професійної допомоги є також співпраця з місцевими партнерами та координація гуманітарної допомоги, що базується на міжнародних стандартах SPHERE.
Протягом двох місяців ПГА зібрала 1,5 мільйони злотих на допомогу для Косова в 1999 році, майже 7 мільйонів злотих на допомогу жертвам повені у Польщі та 400 000 для допомоги жертвам землетрусу в Бам. PLN, щоб допомогти жертвам цунамі 9 мільйонів злотих. Як зазначає Яніна Охойська, для допомоги Чечні, Судану, Афганістану чи Іраку обсяги підтримки значно менші, що є результатом спорадичної інформації, яку надають ЗМІ — незважаючи на не менші людські трагедії.
Під час трагедії в Беслані ПГА того ж дня була на місці, бо мала місію в сусідньому Назрані, яка координувала допомогу Чечні. Після землетрусу в Бамі або цунамі на Шрі-Ланці можна було швидко направити розвідувальну групу завдяки підтримці Міністерства національної оборони, що дозволило оцінити перші потреби та масштаби допомоги. Коли ресурси та інформація є доступними, приймається рішення про створення місії та координацію допомоги самостійно або використання допомоги місцевих організацій, це залежить від ресурсів та організаційних можливостей.
За 2008 рік була удостоєна премії Європейської громадської нагороди.

## Органи влади
Яніна Охойська є головою правління Фонду, Гжегож Груца — виконує функцію віце-президента
Іншими членами Правління є Сильвія Прокопович, Мацей Багінський та Катажина Ева Гурська
До складу ради фундації входять: Яніна Охойська та Влодзімєж Сарна
До складу ревізійної комісії входять: Генрік Вуєц, Даріуш Платек, Пауліна Пілх.
Регіональними відділеннями Польської гуманітарної акції є:
- в Торуні, вул. Віта Ствоша, 2
- у Кракові, вул. Шевська, 4

## Принципи надання гуманітарної допомоги
Гуманітарна допомога — це діяльність, спрямована на врятування життя та усунення страждань людей, постраждалих внаслідок гуманітарних криз. Гуманітарна допомога надається на основі потреб людей і передує визнанню потреб. Керується наступними засадами:
- гуманітаризм — незалежно від умов, кожна людина повинна трактуватись з повагою, а його життя — цінність, яку треба захищати. Гуманітаризм виявляється у врятуванні людського життя та зменшенні страждань;
- неупередженість — основою для надання гуманітарної допомоги є лише виникла потреба, гуманітарна допомога не може залежати від національності, раси, релігії або політичних поглядів чи історичних обставин;
- нейтралітет — надання гуманітарної допомоги не передбачає підтримки жодної сторони у збройному конфлікті чи іншій суперечці, під час якого організовується гуманітарна допомога;
- незалежність — означає автономію в гуманітарних та політичних, економічних та військових цілях.

Принципи, прийняті Польською гуманітарною акцією: спільно будувати майбутнє, підтримувати, а не замінювати діяльність, співпрацювати з місцевими органами влади та організаціями, щоб не посилювати анархію шляхом впровадження власних рішень, поважати місцеві звичаї, знати історію та ситуацію в певному регіоні, працювати в дусі солідарності.

### Постійні місії Польської гуманітарної акції[12]
- Південний Судан
- Сомалі
- Сирія
- Україна
- Ірак
- Ємен

## Допомога Україні
Польська гуманітарна акція є однією з найактивніших польських гуманітарних організацій в Україні. У 2022 році Польська гуманітарна акція надала в Україні допомоги на суму 49,2 млн злотих. Від початку повномасштабного вторгнення Росії в Україні до лютого 2024 року допомогу від організації могли отримати понад 600 тисяч осіб в Україні. Окрім цього допомога надається для українських біженців в Польщі (66,6 млн злотих у 2022 році). Станом на лютий 2024 року в прифронтових регіонах України (Миколаївській, Херсонській та Дніпропетровській областях) працювали 250 співробітників організації, котрі надали допомогу для 2500 мешканців (їжа, чиста вода, фінансова допомога, психологічна допомога, ремонт житла людей похилого віку та лікарень)
.
Польська гуманітарна акція надавала допомогу в деокупованих регіонах України, зокрема на Київщині. Станом на травень 2023 року було встановлено більше 100 модульних будинків в Київській області
. Також надавалася допомога для постраждалих від повені після підриву Каховської дамби.